# Microsoft Whiteboard
Microsoft Whiteboard（マイクロソフト・ホワイトボード）は、仮想ホワイトボードをシミュレートし、ユーザー間のリアルタイムコラボレーションを可能にする無料のマルチプラットフォームアプリケーションであり、オンラインサービス。Microsoft Teamsの機能でもある。

## 概要と特徴
スタイラスペンやマウス、キーボードなどの入力手段を用いて仮想ホワイトボード上に描画し、メモを書き込んだり、共有可能なアイデア同士の関係性を描いたり、リアルタイムに交流することができる。
以下のプラットフォームおよびデバイスでダウンロード可能。
- Microsoft Windows (on Windows 10 or above)
- Android
- Apple iOS
- Surface Hub（英語版） devices

また、WebやMicrosoft Teamsの機能として利用することもできる。
Microsoft アカウントを持つユーザーが、提供されたツールやオプションを使用して仮想ホワイトボードを表示、編集、共有することができる。
機能セットには、描画、図形、メディア用のツールが含まれている。
描画は、インキングと呼ぶ。（モバイルデバイスとコンピュータの両方で動作する）
インキングツールバーには、カスタマイズ可能な鉛筆のほか、定規、蛍光ペン、消しゴム、オブジェクトセレクターがある。
手書きで描いた図形を認識し、直線にすることができる。
パソコンでShiftキーを押しながらインキングすると、直線が引ける。
いくつかの機能に、キーボードショートカットが用意されている。
| Switch to drawing | Alt + W or Alt + W + 1 |
| Pen 2             | Alt + W + 2            |
| Pen 3             | Alt + W + 3            |
| Highlighter       | Alt + H                |
| Erase             | Alt + X                |
| Arrow mode        | Alt + A                |
| Double arrow      | Alt + Shift + A        |
| Beautify          | Alt + B                |

付箋、テキストボックス、ステッカー、画像の挿入が可能。
グリッド線と色の調整も可能。
挿入できるさまざまなテンプレートがある。
リアクションの共有も可能。
Microsoft Teamsで作成されたボードに限定された機能として、会議の他の参加者が編集できないように、読み取り専用にすることができる

。

## レビュー
PC Magazine は、5点満点中3.5点と評価し、このアプリが無料で利用できることと豊富なテンプレートを高く評価している。
他の有料ホワイトボードソリューションと比較し、マイクロソフトは最高の無料のものを提供していると結論づけている。
短所として、Microsoftアカウントなしでボードを表示できないこと、およびカスタムテンプレートを作成できないことが含まれる。